# یواس‌اس پرستیژ (ام‌اس‌او-۴۶۵)
یواس‌اس پرستیژ (ام‌اس‌او-۴۶۵) (به انگلیسی: USS Prestige (MSO-465)) یک کشتی بود که طول آن ۱۷۲ فوت (۵۲ متر) بود. این کشتی  در سال ۱۹۵۴ ساخته شد.